# Alpa
ALPA, a. s.  je společnost známá především výrobou tradiční francovky pod stejnojmennou značkou Alpa.
Společnost působí zejména na trhu v Česku, dále pak na Slovensku a v Polsku, ale také v Chorvatsku, Severní Makedonii, Srbsku, Maďarsku, na Ukrajině, v Austrálii a v Kanadě. Kromě výroby vlastních kosmetických produktů se zabývá i zakázkovou výrobou.

## Historie
Historie značky Alpa začala v roce 1913, kdy si Josef Veselý z Brna nechal zaregistrovat ochrannou známku Alpa a začal na trh dodávat francovku s charakteristickou mentolovou vůní. Svoji typickou modrou etiketu se žlutou hvězdou získala Alpa až v roce 1930, do té doby používala etikety s vyobrazenou vodní vílou. Také tvar skleněného obalu zůstává dodnes až na drobné úpravy stejný.
Přestože dnes je výrobní závod umístěn ve Velkém Meziříčí, společnost s výrobou začínala v Brně – Králově Poli, kde se Alpa vyráběla až do roku 1948. Původní administrativní budova, jejímž autorem byl známý architekt Bohuslav Fuchs, dosud patří k brněnským funkcionalistickým památkám.

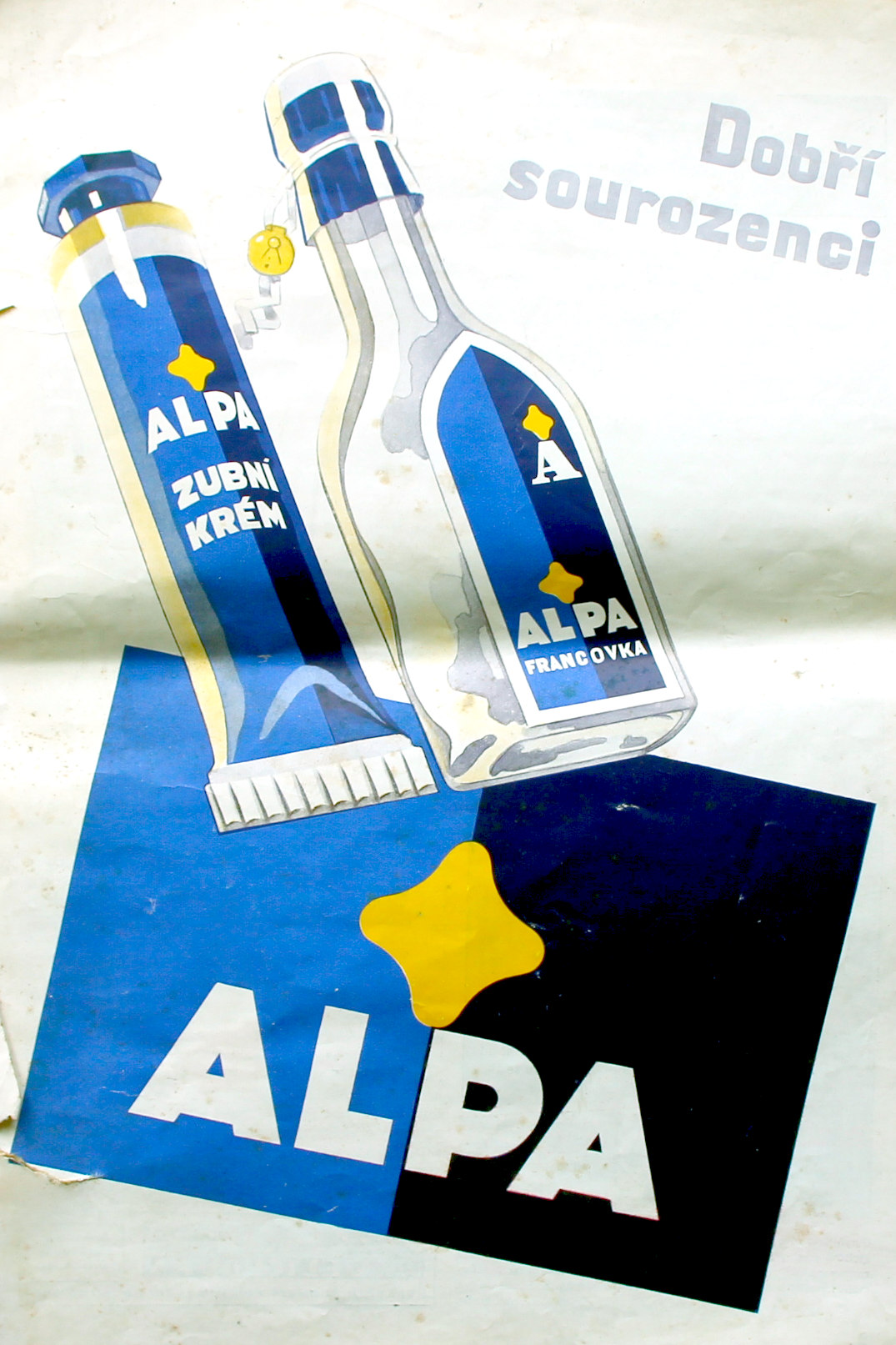
Reklama na výrobky fy. Alpa v předválečném lifestylovém magazínu.

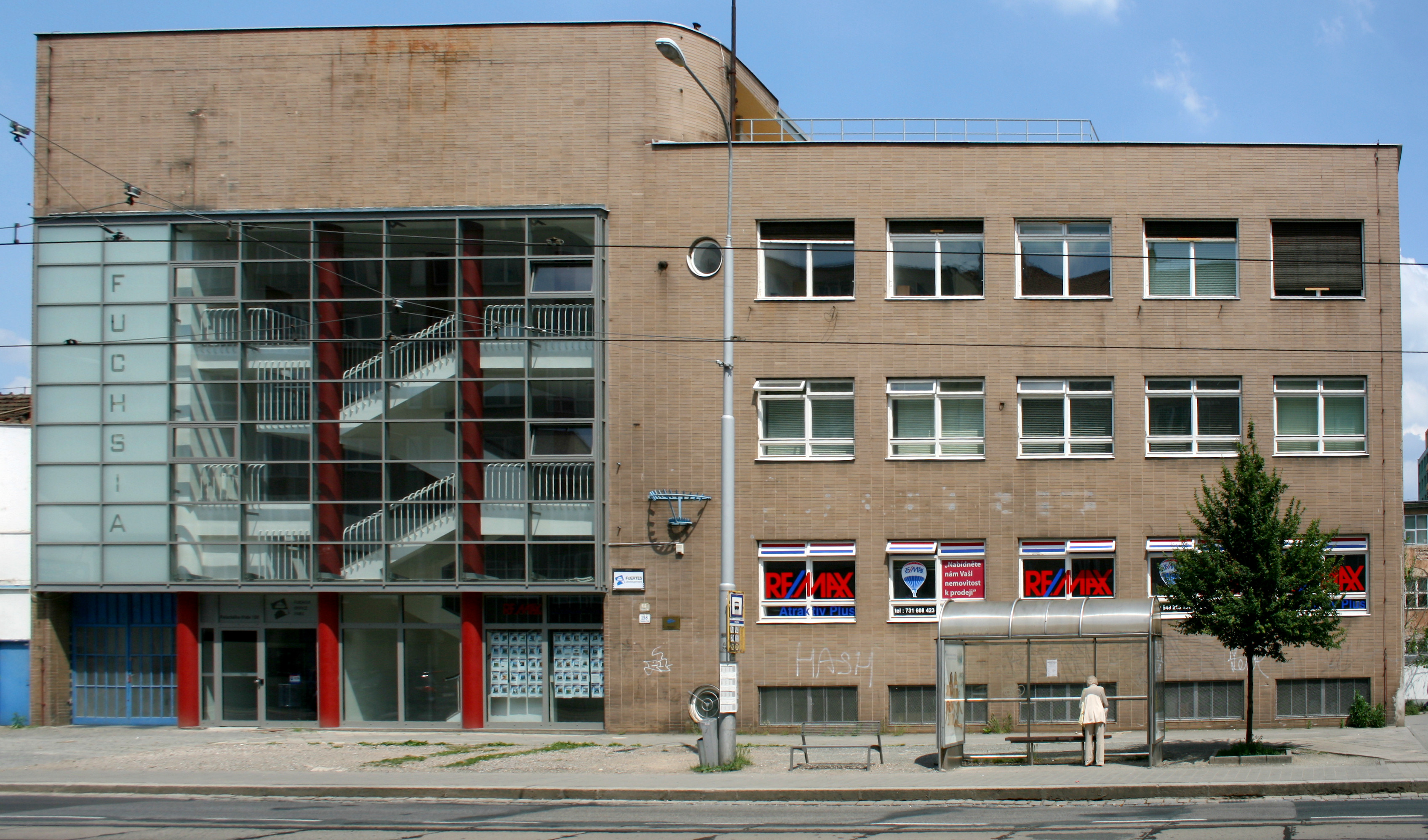
Bývalá budova společnosti Alpa na Palackého třídě v brněnském Králově Poli

### Významná data
- 1913 – Začátek výroby a registrace ochranné známky Alpa
- 1918 – Přechod ze soukromé činnosti na veřejnou společnost
- 1938 – Nová budova v Brně-Králově Poli k 25. výročí firmy
- 1948 – Výrobní závody znárodněny
- 1948 – Výroba přestěhována do Velkého Meziříčí
- 2006 – Vznik akciové společnosti ALPA, a.s.
- 2013 – 100. výročí francovky Alpa

## Portfolio
Stěžejním produktem společnosti je stále ALPA francovka. ALPA dodá ročně na trh přes 5 miliónů kusů této francovky. Portfolio pod značkou ALPA čítá 140 různorodých produktů z oblasti masážních přípravků, dětské, tělové a pleťové kosmetiky (údaj z roku 2011). K nejznámějším produktům v portfoliu ALPA, a.s. patří značky LESANA, AMICA, AVIRIL, BATOLE, PEDIK, LUNA, WINDSOR, REPELENT a nově také RELAXEL.

## Francovka ALPA
Dle tvrzení výrobce se jedná o čirý alkoholový roztok éterických olejů, silic, bylin, přírodního mentolu a dalších aromatických látek. Používají se pouze přírodní přísady, které až na přírodní mentol pocházejí výhradně z české produkce. Prodává se v tradičních skleněných obalech o objemu 60 ml, 160 ml a 1 l. V Česku má francovka ALPA silnou pozici a lze ji najít ve většině lékáren a supermarketů.
Nicméně dle etikety (zde se tvrzení o přírodním původu neobjevuje) má tento roztok následující složení:
60% denaturovaný ethanol (denaturační činidlo neuvedeno, může jít o samotný následující mentol), menthol, ethyl-acetát, ethyl-formiát, parfém, cinnamal, eugenol.

### Varianty
Celkem existuje sedm variant francovky Alpy:
- ALPA francovka ORIGINÁL – lihový bylinný roztok s přírodním mentolem
- ALPA francovka LESANA – lihový roztok přírodního mentolu a extraktu z borovicového jehličí
- ALPA francovka KAŠTAN – lihový bylinný roztok s kaštanovým extraktem
- ALPA francovka KOSTIVAL – lihový bylinný roztok s extraktem z kostivalového kořene
- ALPA francovka ARNIKA – lihový bylinný roztok z extraktu z arniky
- ALPA francovka HŘEBÍČEK – lihový bylinný roztok s extraktem z hřebíčku
- ALPA francovka KONOPÍ – lihový bylinný roztok s extraktem z konopí setého

### Nejčastější způsoby použití
- ke zmírnění řady nepříjemných bolestí při kloubním a svalovém revmatismu
- kloktání zředěného roztoku při chorobách z nachlazení a při chřipce
- k inhalacím při rýmě, chřipce, katarech, nachlazení
- při odstranění celkové únavy po mimořádné zátěži organismu
- vtíráním při výronech, vymknutí a naraženinách
- po tělesné námaze nebo sportovních výkonech
- k dezinfekci drobných oděrek a ran
- k reflexním masážím při revmatických bolestech svalů
- jako osvěžující prostředek do koupele
- k obkladům po zředění vodou
- po zředění vodou jako ústní voda
- k výplachům ústní dutiny při všech infekcích úst, při krvácení dásní, ústním pachu, viklání zubů a paradentóze
- k ošetření pleti po holení
- po zředění vodou jako pleťová voda
- k odstraňování zbytků líčidel, pudrů a krémů
- při bolesti zubů – nakapat francovku ALPA na vatu a přiložit na bolavý zub
- při bolestech hlavy – nakapat francovku ALPA do týla, na spánky a vetřít do pokožky, při velké bolesti možno použít obklad
- při pocení nohou – koupel nohou v teplé vodě s přídavkem francovky ALPA
- potřením spánků a týla několika kapkami francovky ALPA k osvěžení při jízdě autem
- zabraňuje vzniku proleženin u nemocných upoutaných delší dobu na lůžko

### Lidové, neoficiální způsoby použití
Kromě oficiálních způsobů použití se dodnes tradují také lidové, neoficiální způsoby, tzv. babské rady. Je však třeba vzít na vědomí, že francovka není určena k vnitřnímu užití (tedy požívání) a bez znalosti denaturačního činidla (kterým může být benzín, metanol či jiné látky) je její požití životu nebezpečné![zdroj⁠?!]
Mezi nejznámější lidové způsoby užiti patří:
- čistí chromové baterie, zrcadlo, žaluzie, inkoustové skvrny, fixy (otázka ceny - viz denaturovaný ethanol/technický líh)[zdroj?]
- čistí telefon, počítač (otázka vhodnosti rozpouštědla a účinkuz tohoto pohledu doprovodných látek na materiál čištěného zařízení)[zdroj?]
- půl šálku francovky a 1 l vody – umýt okna na autě, vyleštit novinami – nezamrznou[zdroj?]
- límec na košili před nošením potřít Alpou – nešpiní se[zdroj?]
- nanést trochu do boty, když tlačí[zdroj?]
- smíchaná s jedlým olejem jako zábal proti vši dětské[zdroj?]
- nakapaná na kostku cukru (a požitá) pomůže zastavit škytání[zdroj⁠?!]

## Zajímavosti
- Za války se potravinové lístky vztahovaly také na francovku ALPA.[zdroj?]
- Pro vlastní propagaci zakoupila společnost ALPA práva ke kreslené americké komiksové postavičce kocoura Felixe.[zdroj?]
- Autorem grafického zpracování etikety v r. 1930 (modro-modré provedení) a také známého loga byl akademický malíř arch. Leo Heilbrunn, který pracoval mimo jiné i pro firmu Baťa.[zdroj?]
- ALPA bývá tradiční součást výbavy české hokejové reprezentace. Nejen pro své účinky, ale také jako součást směnného obchodu – především se Švédy a Finy.[zdroj?]
- V rámci akce Pochod Praha—Prčice již od roku 2000 bezplatně ošetřuje Alpou účastníky pochodu místní rodák ve své „Nožní klinice u Karlíka“.[zdroj?]